# Kevin Bahl
Kevin Bahl (né le 27 juin 2000 à New Westminster dans la province de la Colombie-Britannique au Canada) est un joueur professionnel canadien de hockey sur glace. Il évolue au poste de défenseur.

## Biographie

### Carrière en club
Il est repêché en 2e ronde, 55e au total, par les Coyotes de l'Arizona au Repêchage d'entrée dans la LNH 2018. Il signe son contrat d'entrée de 3 ans avec les Coyotes, le 15 mars 2019. 
À sa dernière saison junior en 2019-2020, les Coyotes l'échangent aux Devils du New Jersey avec Nick Merkley, Nate Schnarr, un choix conditionnel de 1re ronde en 2020 et un choix conditionnel de 3e tour en 2021 en retour de Taylor Hall et Blake Speers, le 16 décembre 2019. 
La saison suivante, il fait ses débuts dans la LNH, le 29 avril 2021, dans un match contre les Flyers de Philadelphie. Un an plus tard, le 13 avril 2022, il marque son premier but en carrière avec les Devils face à son ancienne équipe, les Coyotes.

## Statistiques en carrière

### En club
| Saison     | Équipe               | Ligue      |     | Saison régulière | Saison régulière | Saison régulière | Saison régulière | Saison régulière |   | Séries éliminatoires | Séries éliminatoires | Séries éliminatoires | Séries éliminatoires | Séries éliminatoires |
| Saison     | Équipe               | Ligue      | PJ  | B                | A                | Pts              | Pun              | PJ               | B | A                    | Pts                  | Pun                  |                      |                      |
| 2016-2017  | 67 d'Ottawa          | LHO        | 57  | 1                | 3                | 4                | 53               | 6                | 0 | 0                    | 0                    | 0                    |                      |                      |
| 2017-2018  | 67 d'Ottawa          | LHO        | 58  | 1                | 17               | 18               | 76               | 5                | 0 | 0                    | 0                    | 4                    |                      |                      |
| 2018-2019  | 67 d'Ottawa          | LHO        | 68  | 6                | 28               | 34               | 87               | 15               | 1 | 10                   | 11                   | 8                    |                      |                      |
| 2019-2020  | 67 d'Ottawa          | LHO        | 54  | 6                | 25               | 31               | 83               | -                | - | -                    | -                    | -                    |                      |                      |
| 2020-2021  | Devils de Binghamton | LAH        | 27  | 1                | 4                | 5                | 12               | -                | - | -                    | -                    | -                    |                      |                      |
| 2020-2021  | Devils du New Jersey | LNH        | 7   | 0                | 2                | 2                | 0                | -                | - | -                    | -                    | -                    |                      |                      |
| 2021-2022  | Comets d'Utica       | LAH        | 54  | 3                | 13               | 16               | 52               | 5                | 0 | 0                    | 0                    | 10                   |                      |                      |
| 2021-2022  | Devils du New Jersey | LNH        | 17  | 1                | 3                | 4                | 10               | -                | - | -                    | -                    | -                    |                      |                      |
| 2022-2023  | Comets d'Utica       | LAH        | 3   | 0                | 1                | 1                | 2                | -                | - | -                    | -                    | -                    |                      |                      |
| 2022-2023  | Devils du New Jersey | LNH        | 42  | 2                | 6                | 8                | 35               | 11               | 0 | 1                    | 1                    | 31                   |                      |                      |
| 2023-2024  | Devils du New Jersey | LNH        | 82  | 1                | 10               | 11               | 82               | -                | - | -                    | -                    | -                    |                      |                      |
| Totaux LNH | Totaux LNH           | Totaux LNH | 148 | 4                | 21               | 25               | 127              | 11               | 0 | 1                    | 1                    | 31                   |                      |                      |

### En équipe nationale
| Année | Compétition                  |   | PJ | B | A | Pts | Pun           |  | Résultat |
| 2016  | Défi mondial -17 ans         | 5 | 0  | 1 | 1 | 6   | 6e place      |  |          |
| 2017  | Ivan Hlinka -18 ans          | 5 | 1  | 1 | 2 | 6   | Médaille d'or |  |          |
| 2018  | Championnat du monde -18 ans | 5 | 1  | 2 | 3 | 2   | 5e place      |  |          |
| 2020  | Championnat du monde junior  | 7 | 0  | 1 | 1 | 6   | Médaille d'or |  |          |

## Trophées et honneurs personnels

### Ligue de hockey de l'Ontario
- 2019-2020 : nommé sur la deuxième équipe d'étoiles.